# 戴媯
戴媯（？—？），媯姓，陈国人。
卫庄公美丽的夫人庄姜成婚后却没有子嗣。卫庄公又在陈国再娶厉妫，生下孝伯，姨甥孝伯早逝。戴妫是厉妫陪嫁的妹妹，生下了公子完，庄姜就把公子完作为自己的儿子抚养。卫庄公宠妾（嬖人）生的儿子公子州吁，被卫庄公宠爱，喜欢兵事，庄姜很讨厌公子州吁。前735年，卫庄公死后，公子完即位为卫桓公。前719年，公子州吁弑杀卫桓公篡位。